# 瓦滕贝克
瓦滕贝克是德国石勒苏益格－荷尔斯泰因州的一个市镇。总面积6.05平方公里，总人口2929人，其中男性1422人，女性1507人（2011年12月31日），人口密度484人/平方公里。